# Доретти, Мерседес
Мерседес Доретти (род. 1959, Буэнос-Айрес) — аргентинский судебный антрополог из Нью-Йорка. Она известна тем, что находит доказательства преступлений против человечности. В 2007 году была удостоена премии Макартура «Грант гения».

## Жизнь
Её мать — Магдалена Руис Гуинасу, радиожурналистка.
Она помогла основать аргентинскую группу судебной антропологии. В 1992 году открыла офис команды в Нью-Йорке и расширила свою деятельность по всему миру.
Она читала лекции в Калифорнийском университете в Беркли, Гарвардском университете, Массачусетском технологическом институте, Колумбийском университете, Перчейз-колледже, Новой школе социальных исследований, Ратгерском университете, Amnesty International, Центре Картера и Всемирном археологическом конгрессе.
В 2016 году Доретти была включена в список 100 женщин Би-би-си.

## Награды
- Программа стипендий Макартура 2007 год
- Почётный доктор Новой школы 2016 год[12]

## Работы
- Gray Spaces and Endless Negotiations // Anthropology put to work / Les W. Field ; Richard Gabriel Fox. — Berg Publishers, 2007. — ISBN 978-1-84520-601-7.
  - Commingled Remains and Human Rights Investigations // Recovery, Analysis, and Identification of Commingled Human Remains / Bradley J. Adams ; John E. Byrd. — Springer, 2008. — ISBN 978-1-58829-769-3.

### Фильм
- Following Antigone: Forensic Anthropology and Human Rights Investigations (производство EAAF Witness, 2002 год). Сопродюсер